# Nicky
Nicky of Ni(c)ki is een voornaam die zowel voor een jongen als voor een meisje gebruikt kan worden. In Nederland komt de naam ongeveer twee keer zo vaak voor als jongens- dan als meisjesnaam.
De naam is afgeleid van Nicolaas. Deze naam is dan weer afgeleid van het Griekse woord nikè (νίκη), dat "overwinning" betekent. In de klassieke oudheid offerde men dan ook aan de godin Nikè wanneer men hoopte op een spoedige overwinning in een oorlog.

## Bekende naamdragers
- Nicki Sørensen, een Deense wielrenner
- Nicky Byrne, een Ierse zanger
- Nicky Hayden, een Amerikaanse motorcoureur
- Nicky Evrard, een Belgische voetballer
- Nicky Hilton, een Amerikaanse erfgename van de Hilton hotelketen (en zus van Paris Hilton)
- Nicky Hofs, een Nederlandse voetballer (officieel Nick Hofs)
- Nicky Verstappen, een Nederlands geweldslachtoffer
- Niki Terpstra, een Nederlandse wielrenner
- Niki Lauda, een voormalig F1-coureur uit Oostenrijk.